# NGC 3276
NGC 3276 (również PGC 31031) – galaktyka soczewkowata (S0), znajdująca się w gwiazdozbiorze Pompy. Odkrył ją John Herschel 3 marca 1835 roku.